# Сретењски марш
Сретењски марш манифестација коју је фебруара 2019. године покренуло удружење Србски Светионик из Београда у славу бесмртног Вожда Карађорђа и његових хајдука који су 1804. године код Аранђеловца започели борбу за ослобађање од вишевековног турског робства и стварање модерне србске државе. Почетна тачка Сретењског марша је насеље Орашац, одакле се пешачи 18 км преко све до града Тополе. Марш је прилагођен тако да и деца старија од 8 година могу да учествују у оваквим догађајима.

## Организатор
Покретач Сретењског марша је удружење Србски Светионик, које у својим програмским циљевима има уписано ширење националне свести и чување наше традиције и наслеђа, а један од начина деловања удружења је организација маршева. Тако да поред овог марша Србски Светионик организује још неколико маршева.

## Мотив
Мотив за одржавање овог марша јесте оживљавање јунака из Првог устанка и чување сећања на хајдуке који су у пролеће 1804. године после више столећа започели борбу против Турака Османлија и њиховог терора који су спроводили 400 над хришћанском рајом: Трећина приноса, Данак у крви, Прва брачна ноћ итд. Због тога што образовни систем Србије већ деценијама мало поклања пажње јунацима Првог србског устанка створен је овај марш како би поколењима која долазе осветљавао пут.

## Датум одржавања
Датум одржавања је увек средина Фебруара месеца и мора бити недеља... углавном је то трећа недеља у фебруару месецу.

## Маршрута
Почетна тачка Сретењског марша је место Орашац у аранђеловачкој општини у срцу Шумадије, код споменика Ђорђу Петровићу, а онда се преко Аранђеловца иде пешака све до Тополе и завршава се у цркви Пресвете Богородице коју је подигао сам Карађорђе 1811. године.

## Хронологија марша

### Први Сретењски марш
Први Сретењски марш је одржан у недељу 17. фебруара 2019. године када је Србски Светионик најавио овај догађај и учесници су дошли из Ваљева, Београда, Опова, Врања, Ниша, Аранђеловца...итд. Број учесника је био око 60 људи, од чега је било петоро деце млађе од 12 година. У самом Орашцу је положен венац од стране дечице, док су учесници обишли Марићевића Јаругу и онда је Александар Алемпијевић, резервни официр Војске Србије одржао историјски час о дешавањима која су претходила Првом устанку, како се сам устанак одвијао и како је на крају пропао у јесен 1813. године.
Учесници су онда започели пешачење према Аранђеловцу и у колони тротоаром стигли до тамо када је направљена једна пауза. Након чега је настављено даље према Тополи са још једном паузом у природи. У Тополу се стигло за дана око 15 сати, када је Алемпијевић одржао и други историјски час о животопису Вожда Карађорђа испред споменика у дворишту цркве Пресвете Богородице. Испред организатора Милан Чучковић је поделио медаље онима коме је овај марш био подвиг - деца основношколског узраста.
Након тога је уприличен ручак у оближњем ресторану са војничким пасуљом, а наставило се са дружењем учесника.

### Други Сретењски марш
Други Сретењски марш је одржан у недељу 16. фебурара 2020. године са мало другачијом маршутом, неголи на првом маршу. Учесници су дошли из: Ниша, Врања, Ваљева, Београда, Опова, Сремске Митровице, Пожеге, Чачка, Шапца, Петрограда итд. Само окупљање је почело око 08:30 сати у Орашцу, код цркве Вазнесења Господњег, када се и највећи број учеснике окупио. Пре самог марша била је литургија, коју је Отац Милисав служио, а појци су за певницом појали у славу Божју, али и јунака Првог устанка, који су се борили против турског јарма. 
Касније су учесници Сретњског марша отишли до Марићевића Јаруге, где је кустос Иван одржао историјски час, а најмлађи учесници су положили венац на спомен обележје. Касније се обишао и музеј, а онда и основна школа.
Око 11 сати учесници су пошли пешака у пратњи саобраћајне полиције СУП Аранђеловац, и уз две паузе лаганим ходом стигли до Тополе, где се овај пут са јужне стране града ушло и све до цркве Рођења Пресвете Богородице.
Тамо је црквењак одржао беседу о цркви, устанку, Вожду Карађорђу, поделама и сукобима "Обреновићи-Карађорђевићи", подизању споменика итд.
Након свега организатор је позвао учеснике у оближњи ресторан на ручак.
Овај марш како многи учесници рекоше, спада у један од најлепших маршева које је удружење Србски Светионик организовало, јер је сједињена физичка активност, са историјским часовима и духовним нотама.